# Ladzjanurareservoaren
Ladzjanurareservoaren (georgiska: ლაჯანურის წყალსაცავი, Ladzjanuris tsqalsatsavi) är en reservoar i floden Ladzjanura i Georgien. Den ligger i Tsageridistriktet i regionen Ratja-Letjchumi och Nedre Svanetien, i den centrala delen av landet, 190 km nordväst om huvudstaden Tbilisi.
Ladzjanurareservoaren ligger 494 meter över havet. Arean är 0,57 kvadratkilometer. Den sträcker sig 1,4 kilometer i nord-sydlig riktning, och 1,2 kilometer i öst-västlig riktning. Omgivningarna runt Ladzjanurareservoaren är en mosaik av jordbruksmark och naturlig växtlighet.